# 山田晃豊
山田 晃豊（やまだ あきのり、1976年2月20日 - ）は、バレーボール指導者。北海道江別市出身。2018年までV・プレミアリーグのNECレッドロケッツ監督を務めた。

## 来歴
東海大四高校、東海大学を経る。全日本インカレにて優勝1回経験している。
1998年にNECレッドロケッツのコーチに就任。2001年に全日本女子のコーチに就任。2003年にNECのコーチに復帰する。2004年に、日本オリンピック委員会のスポーツ指導者海外研修員として、イタリアのナショナルチームやセリエAを中心に視察、コーチングの研修。1年後もNECのコーチを継続し、2008年5月に吉川正博の退任を受け、監督に昇格。
2018年6月、NECは山田の監督勇退を発表した。